# Ibis del Japó
L'ibis del Japó (Nipponia nippon) és una espècie d'ocell de la família dels tresquiornítids (Threskiornithidae), l'únic del gènere Nipponia. Habitava llacs entre boscos, camps d'arròs, pantans i estanys a l'est i centre de la Xina, Japó i Rússia oriental, però actualment només sobreviu al sud de Shensi, a la Xina central.